# Alberto Romão Dias
Alberto Romão Dias (24 de Setembro de 1941 — 15 de Julho de 2007) foi um professor de Engenharia Química do Departamento de Engenharia Química do Instituto Superior Técnico (IST) da Universidade Técnica de Lisboa em Portugal.

## Percurso académico
Romão Dias licenciou-se em Engenharia Química Industrial no Instituto Superior Técnico, em 1964, doutorou-se em Química Organometálica de Metais de Transição na Universidade de Oxford, em 1970, e agregou-se em Química Inorgânica no Instituto Superior Técnico, em 1979.

## Professor
Professor catedrático do Instituto Superior Técnico, orientou ou co-orientou cerca de 28 teses de doutoramento e 10 teses de mestrado.
Em Outubro de 2006 publicou o livro Ligação Química. Este livro baseou-se no guia de estudo das aulas da cadeira de Química I leccionada pelo próprio no IST.

## Investigador
Os seus interesses fixavam-se na área da química inorgânica, particularmente na química dos compostos de coordenação e na química organometálica dos metais de transição.
Na fase final da sua vida dedicou-se ao estudo dos complexos mono e polinucleares contendo o fragmento M(η5-C5H5)2.
Interessou-se por outros tópicos, tais como a síntese de ligandos contendo fósforo, reacções com vapores metálicos e a preparação de compostos de metais de transição que sirvam como catalisadores na polimerização de olefinas.

## Alguns cargos desempenhados
- Secretário de Estado do Ensino Superior do VIII Governo Constitucional (1982-1983)
- Presidente do Departamento de Engenharia Química do Instituto Superior Técnico (1984-1991; 1995-1999)
- Membro da Comissão Coordenadora do Conselho Científico do Instituto Superior Técnico (1980-1982; 1984-1993; 1995-1999)
- Secretário-Geral da Sociedade Portuguesa de Química (1978-1988)
- Presidente da Sociedade Portuguesa de Química (1989-1991)
- Presidente do Centro de Química Estrutural do Instituto Superior Técnico (1976-1982; 1986-1999)
- Presidente do Complexo Interdisciplinar do Instituto Superior Técnico (1996-2004)

## Distinções
- Prémio Ferreira da Silva da Sociedade Portuguesa de Química
- Número especial do Journal of Organometallic Chemistry: Organometallic Chemistry in Portugal - Alberto Dias' Influence (vol. 632, 2001)

## Prémio Romão Dias
- O Prémio Alberto Romão Dias foi instituído pela Sociedade Portuguesa de Química em 2009, sendo atribuído bianualmente durante a conferência da Divisão de Química Inorgânica. Este Prémio é concedido a um químico que, pela obra científica produzida em Portugal, tenha contribuído significativamente para o avanço da Química Inorgânica e Organometálica, em qualquer das suas áreas.